# Konrad Theiss Verlag
Die Konrad Theiss Verlag GmbH war ein deutscher Buchverlag. Er wurde 1956 in Aalen mit Sitz in Stuttgart gegründet. Das ursprünglich auf Regionalia (vor allem zu Baden-Württemberg) ausgerichtete Unternehmen wurde inzwischen zu einer Verlagsmarke für wissenschaftliche Publikationen aus den Gebieten der Archäologie, Geschichte und Landeskunde. Jährlich erschienen etwa 80 neue Bücher, lieferbar sind rund 650 Titel. 1997 wurde der Theiss Verlag zu einem Tochterunternehmen der Wissenschaftlichen Buchgesellschaft (WBG) in Darmstadt, wobei er zunächst als eigenständige GmbH weitergeführt wurde. Seit dem 1. Juli 2013 war Theiss unter der Bezeichnung „wbg Theiss“ ein Imprint der WBG, nach deren Insolvenz seit 2. Januar 2024 ein Imprint des Verlags Herder.

## Programm
Bekannt ist der Verlag für seine aktuellen populärwissenschaftlichen Bücher zur Archäologie und Geschichte. Am bekanntesten sind neben Ausstellungskatalogen die Reihen „Führer zu archäologischen Denkmälern“, die „Schriften des Limesmuseums Aalen“, die „Veröffentlichungen der Deutschen Burgenvereinigung e. V.“, die „VdR-Schriftenreihe zur Restaurierung und Grabungstechnik“ (hrsg. vom Verband der Restauratoren (VdR)), die Schriftenreihe „Forschungen und Berichte der Archäologie des Mittelalters in Baden-Württemberg“ (hrsg. vom Landesdenkmalamt Baden-Württemberg) und die von der Landesstelle für Volkskunde Freiburg im Breisgau, vom Badischen Landesmuseum, von der Landesstelle für Volkskunde Stuttgart und vom Landesmuseum Württemberg herausgegebenen „Berichte zur Volkskunde in Baden-Württemberg“. Ebenfalls zum Verlagsspektrum gehören Publikationen auf CD-ROM. 
Seit 1984 erscheint die Zeitschrift „Archäologie in Deutschland“, die jährlich sechsmal über Entdeckungen, Grabungen, Funde und Forschungen von der Urgeschichte bis heute berichtet, inzwischen in der Wissenschaftlichen Buchgesellschaft. 
2002, 2004 und 2006 vergab der Verlag den „Theiss-Archäologie-Preis“ an Journalisten, die archäologische Forschungsergebnisse gleichermaßen profund wie anschaulich vermitteln konnten. Der Journalistenpreis war mit insgesamt 4.000 EUR pro Auslobungsjahr dotiert.
Seit dem Wechsel zur WBG wird der Bereich der baden-württembergischen Landeskunde ausgebaut.